# Alexander Knaster
Alexander Knaster (Moscú, 19 de febrero de 1959) es un empresario e inversor estadounidense. Es fundador de Pamplona Capital Management.

## Biografía
Knaster nació en Moscú en 1959 en el seno de una familia judía de científicos. Su padre, Mark Knaster, poseía varias patentes relacionadas con recubrimientos metálicos, baterías y células solares, y trabajó en varias instituciones científicas de prestigio, como USC. Su madre, Tatyana Knaster, era ingeniera civil y enseñó en el Instituto de Tecnología de Pensilvania.
Knaster emigró a Estados Unidos con su familia en 1975. Se graduó con un B.S. en Matemáticas e Ingeniería eléctrica por la Universidad Carnegie Mellon. En 1980, aceptó un trabajo como ingeniero en Schlumberger Limited, trabajando en sus plataformas petrolíferas del Golfo de México. Knaster está casado con Irina Knaster y tienen cuatro hijos.

## Trayectoria
En 1985, obtiene un MBA de la Harvard Business School y trabaja en varios bancos de inversión. Regresó a Rusia en 1995 para trabajar como CEO de la sucursal rusa de Credit Suisse First Boston (CSFB). También obtuvo un doctorado en Economía por la Academia de Ciencias de Rusia. En 1998, dimitió de CSFB y aceptó una oferta de Mijaíl Fridman para ser CEO de Alfa Bank. Con mucho éxito y debido a su experiencia en banca de inversión, Knaster creó el fondo de inversión Pamplona Capital Management en 2004, en la que el Grupo Alfa invertiría parte de sus ganancias (eligió el nombre de Pamplona por las fiestas de San Fermín, en España, a las que asistió tras graduarse en Harvard). Su grupo de inversores ha crecido desde entonces más allá de Alfa. A partir de 2013, Pamplona gestionó más de 6.500 millones de dólares en activos, de los cuales 2.000 millones pertenecen al Grupo Alfa. Knaster también es Executive Fellow, London Business School, miembro de la facultad en el Departamento de Estrategia y Emprendimiento.

## Filantropía
Knaster es un filántropo activo y ha hecho contribuciones significativas en varias instituciones académicas, como la Universidad Carnegie Mellon o la Escuela Empresarial de la Universidad de Harvard, donde colabora. En 1993, Knaster creó la beca Alexander M. Knaster para el Departamento de Electricidad e Ingeniería de la Universidad Carnegie Mellon. En 2011, junto a Bruce McWilliams, creó la beca Knaster-McWilliams. La cátedra Alexander M. Knaster en Ciencias Matemáticas recibe el nombre en su honor. Junto a Stan Polovets y otros profesores famosos de origen judío como Mijaíl Fridman, Piotr Aven o German Khan, fundó el Genesis Philanthropy Group. También ha apoyado generosamente otros proyectos.